# Jamie Gunns
Jamie Elizabeth Gunns (30 de noviembre de 1985) es una modelo británica. A principios de su carrera, Gunns fue modelo de editoriales trabajando para Roberto Cavalli  y Chanel. En la actualidad, Gunns modela con frecuencia para ASOS.com, Bon Prix, Nasty Gal, Nordstrom, Nelly, y Littlewoods.

## Primeros años
Gunns nació Lambeth, Londres, Inglaterra. Es de ascendencia india, jamaicana e inglesa. Fue descubierta a la edad de 14 años mientras estaba de vacaciones en España.

## Carrera
En tan solo ocho meses después de gaber firmado con la agencia Premier Model Management, Gunns ya había trabajado para Chanel, Cosmo Girl, Levis, y Tammy, figurando en los billboards a través del Reino Unido. Luego participó en el concurso Elite Model Look.
Ha realizado campañas para Diesel, Just Cavalli, Lee Jeans, Levi's, Mariella Burani, Max & Co, Michiko Koshino, Oriflame, River Island, Triumph, Bloomingdales, Freemans, Mark Hill Hair Care, Littlewoods, Target, Saks 5th Avenue, Nordstroms, Suggest Body-wear by Pain de Sucre, Bon Prix, Aisha, y ASOS.
Ha aparecido en las portadas de Evening Standard, The Sunday Times, Zoot Magazine, Maxim, 2oa, y Fantastic Mag. Ha aparecido en editoriales de You, Glamour, Anglomania, Arena, and Vogue.
Em 2004, desfiló para Marks and Spencer, Boudicca, Dirk Bikkembergs, Lela Rose, Michiko Koshino y Nanette Lepore. En 2005, desfiló para Jasper Conrad. Em 2006, para Myla Debutantes y  em 2007 en el Teen Voice Fashion Show en Londres y The Rock and Republic en Nueva York.
En 2011, Gunns apareció en el documental The Model Agency.
Em 2012, Gunns apareció en numerosos catálogos incluyendo para ASOS, Lipsy, Nelly, Bon Prix, Littlewoods, Nordstrom, Nasty Gal, Saks 5th Avenue. She did campaigns for Nasty Gal y Motel Rocks. En mayo de 2012, apareció en una editorial de Vogue India. In 2013, Jamie Gunns fue elegida como una de las mujeres más comerciales en Inglaterra por Daily Mail.